# Coelioxys cearensis
Coelioxys cearensis là một loài Hymenoptera trong họ Megachilidae. Loài này được Friese mô tả khoa học năm 1921.